# Episodi di Der Kommissar (ottava stagione)
L'ottava stagione della serie televisiva Der Kommissar è stata trasmessa in anteprima in Germania Ovest dalla ZDF tra il 2 gennaio 1976 e il 30 gennaio 1976.
| nº | Titolo originale   | Titolo italiano | Prima TV Germania Ovest | Prima TV Italia |
| -- | ------------------ | --------------- | ----------------------- | --------------- |
| 1  | Der Held des Tages |                 | 2 gennaio 1976          |                 |
| 2  | Tod im Transit     |                 | 30 gennaio 1976         |                 |